# Podgorje, Apače
Podgorje je naselje v Občini Apače.